# Podmokly (Klatovyi járás)
Podmokly település Csehországban, a Klatovyi járásban. Podmokly Čímice, Sušice, Žihobce és Dražovice településekkel határos. Lakosainak száma 152 fő (2024. január 1.).

## Népesség
A település lakosságának változását az alábbi diagram mutatja:
| Lakosok száma | 432  | 377  | 403  | 277  | 191  | 169  | 161  | 148  | 126  | 152  |
|               | 1869 | 1900 | 1921 | 1961 | 1980 | 2011 | 2016 | 2019 | 2021 | 2024 |